# SN 1968Y
SN 1968Y – supernowa odkryta 12 grudnia 1968 roku w galaktyce PGC0005747. W momencie odkrycia miała maksymalną jasność 18,50m.